# Thierry Dupuy
Pour les articles homonymes, voir Dupuy.
Thierry Dupuy, né le 3 novembre 1967,, est un coureur cycliste français. Actif dans les années 1980 et 1990, il a été sélectionné en équipe de France amateurs.

## Palmarès
- 1988
  - Grand Prix d'Oradour-sur-Vayres
  - Trois Jours des Mauges
  - Paris-Vailly
  - 2e du Bol d’or des amateurs
  - 3e du Grand Prix Pierre-Pinel
  - 3e de Paris-Mantes
- 1989
  - 2e du Tour du Béarn
  - 3e du Grand Prix Pierre-Pinel
  - 3e du Grand Prix de Peymeinade
  - 3e du Grand Prix de Cours-la-Ville
  - 3e du Chrono des Herbiers
- 1990
  - Grand Prix Pierre-Pinel
  - Bordeaux-Saintes
  - 3e du Grand Prix de Montamisé
- 1991
  - Paris-Troyes
  - 3e étape du Tour de Normandie
  - Namibia 4-day International Tour :
    - Classement général
    - 5e et 6e (contre-la-montre) étapes

  - 2e du Circuit de l'Aisne
  - 2e du Bol d’or des amateurs
  - 2e du Grand Prix de la Tomate
  - 3e des Boucles catalanes
  - 3e du Grand Prix d'Oradour-sur-Vayres
- 1992
  - Tour de Normandie
- 1993
  - 3e du Grand Prix des Flandres françaises
  - 3e du Circuit de la Sarthe
- 1994
  - 2e du Circuit de la Chalosse
  - 3e du Tour du Pays des Olonnes